# Zaselak
Zaselak kao opća imenica označava izdvojeni dio sela (obično prema reljefu, vodotoku i sl.), ogranak sela. U administrativnoj podjeli nekog područja to je naziv za izdvojeno naselje koje nema status samostalnog naselja već pripada nekom drugom naselju (seoskom ili gradskom), od koga može biti i poprilično udaljeno.